# Pantang (köpinghuvudort i Kina, Hunan Sheng, lat 29,21, long 111,51)
Pantang är en köpinghuvudort i Kina. Den ligger i provinsen Hunan, i den södra delen av landet, omkring 180 kilometer nordväst om provinshuvudstaden Changsha. Antalet invånare är 19 942. Befolkningen består av 8 962 kvinnor och 10 980 män. Barn under 15 år utgör 12,0 %, vuxna 15-64 år 75 %, och äldre över 65 år 12,0 %.
Runt Pantang är det tätbefolkat, med 276 invånare per kvadratkilometer. Närmaste större samhälle är Zoushi, 19,2 km söder om Pantang. I omgivningarna runt Pantang växer huvudsakligen savannskog.
Genomsnittlig årsnederbörd är 1 706 millimeter. Den regnigaste månaden är maj, med i genomsnitt 303 mm nederbörd, och den torraste är december, med 32 mm nederbörd.